# 東京日和 (テレビ番組)
『東京日和』（とうきょうびより）は、日本テレビ（関東ローカル）で放送されていたミニ番組である。東京地下鉄（東京メトロ）の一社提供。
東京日和というタイトルであるが、東京とは東京メトロを意味するため、東西線の千葉県内にある駅も紹介していた。

## 概要
毎週木曜日、日本時間の21:54 - 22:00（本編は21:55.30 - 21:58.00）の枠で放送されていた。役所広司のナレーションで、東京メトロの駅周辺を紹介していた番組である。
2006年4月28日に千代田線の沿線火災事故が起きたことによって、提供読みで「東京を走らせる力。東京メトロの提供でお送りします（しました）。」と言っているものの、暫くCMは公共広告機構に差し替えた。
2011年3月31日をもって終了。後番組は『miniPON!』。

## 補足
2時間以上の単発番組が放送される時は、枠次第で移動することがあった。次の通り。
- 19:56（または19:00）～21:54の場合…21:57～22:00（本編は21:57:00～21:59:00）
- 21:00（または20:54）～22:48…22:48～22:54（本編は22:49:30～22:52:00）